# Kubánské podmořské město
Kubánské podmořské město odkazuje na místo, které někteří pokládají za potopený žulový stavební komplex u pobřeží poloostrova Guanahacabibes v provincii Pinar del Río na nejzápadnějším výběžku ostrova Kuby.

## Přehled
Na fotografických snímcích jsou symetrické a geometrické kamenné struktury připomínající městský komplex, které byly poprvé zaznamenány počátkem roku 2001. Objev oznámila Paulina Zalitzki (oceánografka) a její manžel Paul Weinzweig; oba dva jsou majitelé kanadské společnosti Advanced Digital Communications, a pracují na průzkumu a průzkumných misích ve spojení s kubánskou vládou. Tým se vrátil na místo podruhé s podvodním robotem, který natáčel sonarové obrázky interpretované jako různé pyramidy a kruhové struktury vyrobené z masivních, hladkých kamenných bloků, které se podobají otesané žule. Zalitzki řekla, že "je to úžasná stavba, která opravdu vypadá, jako by to mohlo být velké městské centrum. Nicméně, bylo by naprosto nezodpovědné to tvrdit dříve, než budeme mít důkazy."

## Názory odborníků
Bývalý redaktor National Geographic John Echave po prostudování obrázků řekl: "Jsou tam zajímavé anomálie, ale to je asi tak vše, co můžeme říct. Nejsem žádný expert na sonar a dokud nebudeme schopní tam jít a kouknout na ně, bude velice obtížné je charakterizovat."
Professor oceánografie Robert Ballard řekl: "To je moc hluboko, byl bych překvapený kdyby to opravdu udělal člověk. Musíte se zeptat sami sebe, jak se to tam dostalo? V životě jsem již koukal na spoustu obrázků ze sonaru, a může to být něco jako inkoustová skvrna -- lidé dokáží někdy vidět to, co chtějí vidět. Já budu jenom čekat na více dat."
Mořský geolog Manuel Iturralde odhaduje, že by trvalo 50 000 let, aby se takovéto struktury potopily takto hluboko, ale žádná ze známých kultur žijících tak dávno neměla schopnost budovat takové struktury. Specialista na podmořskou archeologii na Florida State University dodal, "To by bylo skvělé, kdyby měli pravdu, ale bylo by to také skutečně pokročilé na to, co bychom mohli vidět ve světě v tomto časovém období. Tyto struktury jsou mimo čas a mimo místo."
Grenville Draper z Florida International University pokládá za vysoce nepravděpodobné, že by něco takového postavil člověk před takovou dobou. A říká, že nálezy z takové hloubky nejsou známy ani ze Středomoří. 